# Ramón Fumadó
Ramón Antonio Fumadó Rodríguez (* 28. Dezember 1981 in Caracas) ist ein ehemaliger venezolanischer Wasserspringer. Er startete im Kunstspringen vom 1-m- und 3-m-Brett und im 3-m-Synchronspringen. Zwischen 2000 und 2008 nahm er an drei aufeinanderfolgenden Olympischen Spielen teil.
Fumadó bestritt im Jahr 2000 in Sydney seine ersten Olympischen Spiele und schied vom 3-m-Brett auf Rang 28 nach dem Vorkamnpf aus. In den nächsten Jahren startete er bei der Weltmeisterschaft 2001 in Fukuoka und 2003 in Barcelona, belegte dort jedoch vom 3-m-Brett und mit Luis Villarroel im 3-m-Synchronspringen nur hintere Plätze. Bei den Panamerikanischen Spielen 2003 in Santo Domingo wurde er vom 3-m-Brett Zehnter. Erfolgreich verliefen die Olympischen Spiele 2004 in Athen, wo er vom 3-m-Brett das Halbfinale erreichte und 17. wurde. Im folgenden Jahr errang er bei der Weltmeisterschaft in Montreal seine beste WM-Platzierung, mit Villaroel wurde er Sechster im 3-m-Synchronspringen. Bei den Panamerikanischen Spielen 2007 in Rio de Janeiro konnte Fumadó mit Rang vier im 3-m-Synchronspringen erneut eine gute Platzierung einnehmen, diesmal an der Seite von Emilio Colmenares. Fumadó qualifizierte sich im Jahr 2008 auch für seine dritten Olympischen Spiele. Er trat abermals vom 3-m-Brett an, schied jedoch als 21. nach dem Vorkampf aus. Nach den Spielen beendete er seine aktive Karriere.
Fumadó hat an der Universität Yacambú in Sanare Jura studiert.